# Sanidien
Het mineraal sanidien is een kalium-natrium-aluminium-tectosilicaat met de chemische formule (K,Na)(Si,Al)4O8. Het behoort tot de veldspaten.

## Eigenschappen
Het kleurloze, witte, grijze of rozewitte sanidien heeft een glas- tot parelglans, een witte streepkleur, een perfecte splijting volgens kristalvlak [001] en een goede volgens [010]. De gemiddelde dichtheid is 2,52 en de hardheid is 6. Het kristalstelsel is monoklien en de radioactiviteit van het mineraal is nauwelijks meetbaar. De gamma ray waarde volgens het American Petroleum Institute van sanidien is 152,94.

## Voorkomen
Sanidien is een veel voorkomende veldspaat in metamorfe en felsische stollingsgesteenten als pegmatiet. Het maakt onderdeel uit van de kaliveldspaat-reeks (albiet-orthoklaas).